# Adam Gondek
Adam Gondek, pseud. „Kruk” (ur. 4 grudnia 1913 w Gosprzydowej, zm. 30 września 1987) – podoficer Wojska Polskiego, uczestnik kampanii wrześniowej, żołnierz Armii Krajowej, uczestnik operacji „Most III”. 

## Zarys biografii
W 1927 roku ukończył szkołę podstawową. W 1934 roku został powołany do odbycia służby wojskowej. W armii ukończył szkołę podoficerską i w 1938 roku otrzymał awans na stopień plutonowego. Uczestniczył w kampanii wrześniowej, zmobilizowany do 20 pułku piechoty Ziemi Krakowskiej, który w składzie 6 Dywizji Piechoty Armii „Kraków” walczył z niemieckimi oddziałami pancernymi. Po zakończeniu działań wojennych został pojmany przez Rosjan, uciekł z niewoli radzieckiej i trafił do niewoli niemieckiej. Uciekł z niej i 3 listopada 1939 wrócił do rodzinnej wsi. W czasie okupacji niemieckiej – w styczniu 1940 – wstąpił do Związku Walki Zbrojnej, później przeformowanego na Armię Krajową. Przybrał pseudonim „Kruk”, został przydzielony do oddziału „Urban”. Pełnił funkcję zastępcy, a później dowódcy III plutonu. Oddział „Urban” pod dowództwem „Mirka” brał udział w akcjach sabotażowych, wywiadowczych, zdobywania broni. Wraz z innymi członkami AK w nocy z 25 na 26 lipca 1944 wziął udział w akcji „Most III”. Akcja polegała na przekazaniu fragmentów rakiety V-2 (wcześniej zdobytych przez Armię Krajową) do Anglii. Gondek wraz z innymi członkami oddziału „Urban” zabezpieczał lądowisko o kryptonimie „Motyl”, nieopodal wsi Wał-Ruda. Po wojnie – w 1947 – jako członek AK został aresztowany i osadzony w krakowskim więzieniu Montelupich. Po procesie sądowym odzyskał wolność.